# Sainte-Anne-de-la-Pérade
Sainte-Anne-de-la-Pérade är en kommun i provinsen Québec i Kanada. Den ligger i regionen Mauricie, i den sydöstra delen av landet, 300 km öster om huvudstaden Ottawa. Kommunen bildades 1989 genom sammanslagning av socknen med samma namn och bykommunen La Pérade.